# Giorgio Intoppa
Giorgio Intoppa (Milano, 15 febbraio 1981) è un ex rugbista a 15 e preparatore atletico italiano, già tallonatore del Benetton e, dal 2010, nello staff tecnico-preparatorio dello stesso club.

## Biografia
Nato a Milano da famiglia originaria del centro Italia (padre viterbese e madre dalle Marche), i primi passi rugbistici di Intoppa furono nell'allora Milan, poi ridiventato Amatori una volta uscito dall'orbita-Berlusconi; con la prima squadra dell'Amatori Intoppa esordì nel 1999 a 18 anni; successivamente passò al Calvisano quando la società bresciana acquisì il titolo sportivo dei milanesi per fusione con il club bianconero.
Nel 2004 disputò il suo primo incontro in Nazionale, contro la Romania, e nel biennio 2004-05 scese in campo in 7 incontri internazionali, ivi compresi 3 match del Sei Nazioni 2005.
Con il Calvisano Intoppa vanta 2 titoli italiani e una Coppa Italia; nell'estate del 2008 s trasferì al Benetton, con il quale si aggiudicò altri due titoli di campione d'Italia nel 2009 e 2010, riuscendo così a vincere tre scudetti consecutivi con due diverse maglie.
Alla fine del campionato 2009-10 Intoppa, che nel frattempo si era laureato a Brescia in scienze motorie, decise di smettere l'attività a soli 29 anni per diventare preparatore atletico del Benetton Treviso in Celtic League.

## Palmarès
- Campionati italiani: 4
Calvisano: 2004-05, 2007-08
Benetton Treviso: 2008-09, 2009-10
- Coppe Italia: 2
Calvisano: 2003-04
Benetton Treviso: 2009-10
- Supercoppe d'Italia: 1
Benetton Treviso: 2009